# Episodi di The Goodies (prima stagione)
La prima stagione della serie televisiva The Goodies è stata trasmessa nel Regno Unito nel 1970.
| nº | Titolo originale     | Titolo italiano | Prima TV UK      | Prima TV Italia |
| -- | -------------------- | --------------- | ---------------- | --------------- |
| 1  | Tower of London      |                 | 8 novembre 1970  |                 |
| 2  | Snooze               |                 | 15 novembre 1970 |                 |
| 3  | Give Police a Chance |                 | 22 novembre 1970 |                 |
| 4  | Caught in the Act    |                 | 29 novembre 1970 |                 |
| 5  | The Greenies         |                 | 6 dicembre 1970  |                 |
| 6  | Cecily               |                 | 13 dicembre 1970 |                 |
| 7  | Radio Goodies        |                 | 20 dicembre 1970 |                 |

## Tower of London
- Titolo originale: Tower of London
- Diretto da: Jim Franklin
- Scritto da:
- Guest star: George Baker, Max Latimer, Gertan Klauber, Maria O'Brien

### Trama
Bill, Graeme e Tim decidono di eseguire una loro agenzia, con lo slogan "We Do Anything, Anytime", e, quando Tim e Bill vedono l'ufficio/residenza che Graeme ha preparato, sono molto soddisfatti del risultato.
I Goodies sono chiamati per andare alla Torre di Londra, dove incontrano il capo dei Beefeaters, che dice a loro che qualcuno sta rubando la carne dei Beefeater. Sebbene i Beefeater sono affamati, rifiutano di mangiare qualcos'altro.
Ritornati nell'ufficio, il computer non vuole dire la risposta corretta, così Graeme si mangia un sandwich, con grande sgomento di Tim. Quando Bill beve un sorbetto al limone, le sue visioni sono mostrate nella finestra, portando alla soluzione del problema, con i Goodies che scoprono che i gioielli della corona giocano un'importante parte del mistero.

## Snooze
- Titolo originale: Snooze
- Diretto da: Jim Franklin
- Scritto da:
- Guest star: Roddy Maude-Roxby, Corbet Woodall

### Trama
Rupert Windcheater, il proprietario di un'azienda che vende un eccellente sonnifero chiamato "Venom", chiede aiuto ai Goodies sul fatto che non riesce a vendere il suo sonnifero. Graeme propone di cambiare nome al sonnifero e di chiamarlo "Snooze" e propone di cambiarne formula. Purtroppo la formula funziona troppo bene e Bill, in cui avevano testato il sonnifero, dorme per tre settimane e ognuno in città dorme in un sonno profondo. I Goodies allora fanno un antidoto e cercano di versarlo su un canale, ma ne versano troppo e fa accelerare il metabolismo delle persone, infatti tutte cominciano a fare le cose velocemente. Alla fine Rupert Windchaeter arriva in uno stato d'animo furioso perché la sua azienda è  costretta a chiudere a causa degli effetti dell'antidoto. Egli tende a prendere la sua rabbia sui Goodies, ma questi ultimi gli fanno bere l'antidoto e Rupert comincia a correre velocemente.

## Give Police a Chance
- Titolo originale: Give Police a Chance
- Diretto da: Jim Franklin
- Scritto da:
- Guest star: Paul Withsun-Jones, Jom Collier, Alexander Bridge, Bartlett Mullins, Katya Wyeth

### Trama
I Goodies devono aiutare la polizia a migliorare la loro immagine, perché nessuno li ama. Allora il trio, vestiti da poliziotti, aprono il "The Choppe Shoop" (dove vendono manette come "braccialetti di fascino" e i caschi da poliziotto). Girando sul loro trandem, danno fiori alla gente, tolgono i cartelli autostradali e i semafori e scrivono "LOVE" sulle strade. Ognuno comincia ad amare la polizia, ma i Goodies vengono arrestati per i loro misfatti e in tribunale vengono giudicati colpevoli, fino a quando Tim fa un appassionato appello al giudice, commentando che era il giudice stesso che aveva chiesto a loro di fare più popolari la polizia.

## Caught in the Act
- Titolo originale: Caught in the Act
- Diretto da: Jim Franklin
- Scritto da:
- Guest star: Mollie Sugden, Liz Fraser, Queenie Watts, Pauline Devaney, Ericka Crowne, Bert Simms, Ernest Jenkins

### Trama
Quando il Ministro per il commercio e gli affari interni chiede a loro di recuperare alcune sue foto compromettenti presso il Playgirl Club, i Goodies devono infiltrarsi nel club.

## The Greenies
- Titolo originale: The Greenies
- Diretto da: Jim Franklin
- Scritto da:
- Guest star: George Benson, Richard Caldicot, Timothy Carlton, Pauline Devaney

### Trama
I Goodies sono infastiditi quando scoprono che l'Esercito sta costruendo uno stabilimento militare, in quello che era stato supposto per essere un parco giochi per bambini. Travestiti da membri dell'esercito forniscono ai soldati i piani che sono per costruire l'attrezzatura. I Goodies "assistono" l'esercito ed i loro piani di portare le loro apparecchiature ad assomigliare più a un parcogiochi per bambini che a delle attrezzature militari che l'esercito si aspetta. Poi l'esercito prende un altro shock, le persone che i Goodies aveva organizzato a sua volta fino a provare le attrezzature, non sono esattamente quello che l'esercito si aspettava di vedere.

## Cecily
- Titolo originale: Cecily
- Diretto da: Jim Franklin
- Scritto da:
- Guest star: Ann Way, Robert Bernal, Jill Riddick, Lena Ellis

### Trama
Ai Goodies viene chiesto di prendersi cura di Cecily, mentre suo zio e sua zia si assentano per un giorno e una notte. Per i Goodies sembrano soldi facili e arrivano in trandem nella casa dei misteriosi zii di Cecily. Tim deve fare da bambinaia a Cecily, Bill deve cucinare e Graeme deve occuparsi del giardino, ma a causa di alcuni problemi i Goodies scoprono che non è affatto facile come sembra.

## Radio Goodies
- Titolo originale: Radio Goodies
- Diretto da: Jim Franklin
- Scritto da:
- Guest star: Brenda Cowlins, Lionel Wheeler

### Trama
Tim e Bill decidono di avviare una stazione radio pirata, mentre Graeme decide di aprire un suo ufficio postale.